# 소리마치 타카시
소리마치 타카시(일본어: 反町 隆史 소리마치 다카시[*], 1973년 12월 19일, 일본 사이타마현 ~)는 일본의 가수이자 배우이며, 본명은 노구치 타카시(野口 隆史)이다. 소리마치를 가장 결정적으로 유명하게 만들어 준 작품은 《GTO》로, 여기서 오니즈카 에이키치 역을 실감나게 연기하였다. 드라마, 영화 모두 큰 성공을 하였다. 《풀타임킬러》라는 홍콩 영화 작품을 통해 좀 더 그를 알리는 계기가 되기도 한다.
배우가 본업이지만, 소리마치는 가수로서의 활동도 하여, 많은 싱글과 음반을 발매하였다. 2001년 2월 21일, 배우 마쓰시마 나나코와 결혼한다. 이 둘은, 작품 《GTO》를 함께하면서 연애를 시작하였다. 2004년 5월 31일, 첫째 아이를 얻었고, 2007년 11월에는 둘째 아이를 얻었다. 슬하 2녀가 있다.
최근에는, 드라마 《BOSS》에 출연하기도 하였다.

## 작품

### 드라마
- 도바 슌이치 서스펜스 집착~수사1과 사와무라 케이지 (2014, 후지 TV, SP)
- 후쿠이에 경부보의 인사 1화 게스트 (2014 후지 TV)
- 도바 슌이치 서스펜스 일탈~수사1과 사와무라 케이지 (2013, 후지 TV, SP)
- 야에의 벚꽃 (2013, NHK)
- 히가시노 게이고 미스테리즈 5화 달콤해야 하는데 (2012, 후지 TV)
- 마츠모토 세이쵸 사후 20주년 특별기획 시장죽다 시장사 (2012, 후지 TV, SP)
- 아버지와 아들의 남자여행 (2012, NTV, SP)
- 최고의 인생을 마감하는 방법, 엔딩 플래너 (2012, 후지 TV)
- 굿 라이프~ 고마워요, 아빠 (2011, 후지 TV)
- BOSS (2009, 후지 TV)
- 로또 6으로 3억 2천만 엔에 당첨된 남자 (2008)
- 드림☆어게인 (2007, NTV)
- 14세의 어머니 10-11회 (2006, NTV)
- 전국자위대-세키가하라 전투 (2006, NTV)
- 핫 맨 2 (2004, TBS)
- 쉐라자드 (2004, NHK)
- 원더풀 라이프 (2004, 후지 TV)
- 핫 맨 (2003, TBS)
- 비운의 왕비 (2003, TV Asahi)
- 더블 스코어 (2002, 후지 TV)
- 토시이에와 마츠~카가 백만석 이야기~ (2002, NHK)
- 넘버원 (2001, TBS)
- 러브 콤플렉스 (2000, 후지 TV)
- 칩 러브 (1999, TBS)
- 오버 타임 (1999, 후지 TV)
- GTO (1998, 후지TV)
- 비치 보이즈 (1997, 후지TV)
- 버진 로드 (1997, 후지TV)
- 날개를 주세요! (1996, 후지TV)
- 미성년 (1995, TBS)
- 료마에게 맡겨!(1995, NTV)
- 매번 실례합니다 (1995, TBS)
- 우리 집에 놀러 와요 (1995, TBS)
- 매번 미안합니다(1994, TBS)

### 영화
- 푸른 늑대 (2007)
- 남자들의 야마토 (2005)
- 13계단 (2003)
- 풀 타임 킬러 (2001)
- GTO (1999)
- 너를 잊을 수 없어 (1995)